# إصلاح هيل
إصلاح هيل (بالإنجليزية: Hill repair)‏ هو إجراء الجزر المضادة للحمض، إنه مشابه تثنية القاع لنيسين، على الرغم من أن واجب الأداء أقل شيوعًا بسبب درجة الصعوبة الكبيرة، تشير الدراسات إلى وجود معدل مماثل من الفعالية، يتم تنفيذه على وجه الحصر تقريبا في شمال غرب المحيط الهادئ.